# Beatrice Cenci
Beatrice Cenci (Italiano: [beaˈtriːtʃe ˈtʃɛntʃi]; 6 de fevereiro de 1577 – 11 de setembro de 1599) foi uma jovem nobre romana que assassinou seu pai abusivo, o conde Francesco Cenci. O subsequente julgamento de assassinato em Roma deu origem a uma lenda duradoura sobre ela. Ela foi condenada e decapitada pelo crime em 1599.

## História
Beatrice era filha de Ersilia Santacroce e do conde Francesco Cenci, um homem violento e dissoluto. Quando Beatrice tinha sete anos, sua mãe morreu (junho de 1584); Beatrice e sua irmã mais velha, Antonina, foram enviadas a um pequeno mosteiro, Santa Croce a Montecitorio, para freiras franciscanas terciárias no distrito de Colonna, em Roma.
A família morava em Roma, no Palazzo Cenci, no rione de Regola. Os membros da família estendida que moravam juntos incluíam a segunda esposa do conde Francesco, Lucrezia Petroni; O irmão mais velho de Beatrice, Giacomo; e Bernardo, filho de Francesco do segundo casamento. Eles também possuíam um castelo, La Rocca de Petrella Salto, uma pequena vila nas montanhas Abruzzi a nordeste de Roma.
De acordo com detalhes históricos que levam à lenda, Francesco Cenci abusou de sua primeira esposa Ersilia Santa Croce e de seus filhos e estuprou Beatrice várias vezes, sendo, portanto, culpado de incesto. Ele foi preso por outros crimes, mas devido ao seu status nobre, ele foi libertado cedo. Beatrice tentou informar as autoridades sobre os frequentes maus-tratos, mas nada aconteceu, embora muitos em Roma soubessem que tipo de pessoa era seu pai. Quando ele soube que sua filha o havia denunciado, ele mandou Beatrice e Lucrécia para longe de Roma para morar no castelo da família em La Petrella del Salto.
Os quatro Cencis decidiram que não tinham alternativa a não ser tentar se livrar do conde Francesco e juntos organizaram um complô. Em 1598, durante uma das estadias de Francesco no castelo, dois vassalos (um dos quais se tornara amante secreto de Beatrice) ajudaram-nos a drogá-lo, mas isso não conseguiu matar Francesco. Seguindo isso, Beatrice, seus irmãos e sua madrasta espancaram Francesco até a morte com um martelo e jogaram o corpo de uma varanda para que parecesse um acidente. Ninguém acreditou que a morte foi acidental, no entanto.
Eventualmente, sua ausência foi notada e a polícia papal tentou descobrir o que aconteceu. O amante de Beatrice foi torturado e morreu sem revelar a verdade. Enquanto isso, um amigo da família que tinha conhecimento do assassinato ordenou a morte do segundo vassalo para evitar qualquer risco. Mesmo assim, o complô foi descoberto e os quatro membros da família Cenci foram presos, considerados culpados e condenados à morte. O povo de Roma, conhecendo as razões do assassinato, protestou contra a decisão do tribunal, obtendo um breve adiamento da execução. O papa Clemente VIII, no entanto, temendo uma enxurrada de assassinatos familiares (a condessa de Santa Croce havia sido recentemente assassinada por seu filho para ganho financeiro), não mostrou misericórdia.
Na madrugada de 11 de setembro de 1599, foram levados para a Ponte de Sant'Angelo, onde costumava ser construído o andaime. Na carroça para o cadafalso, Giacomo foi submetido a torturas contínuas. Ao chegar ao andaime, sua cabeça foi esmagada por uma marreta. Seu cadáver foi esquartejado. O espetáculo público continuou com as execuções de Lucrécia e, finalmente, de Beatrice. Ambos se revezaram no bloco para serem decapitados com um pequeno machado. Apenas Bernardo, de doze anos, foi poupado, mas conduzido ao cadafalso e obrigado a testemunhar a execução dos seus familiares antes de regressar à prisão e ter os seus bens confiscados (para serem entregues à própria família do Papa). Foi decretado que Bernardo seria então escravo das galés pelo resto da vida. No entanto, ele foi solto um ano depois. Beatrice foi sepultada na igreja de São Pedro em Montorio.

## Lenda
Beatrice se tornou um símbolo para o povo de Roma de resistência contra a aristocracia arrogante, e uma lenda surgiu. Conta-se que todos os anos, na noite anterior ao aniversário de sua morte, ela volta à ponte onde foi executada, carregando sua cabeça decepada.

## Influência na literatura e nas artes

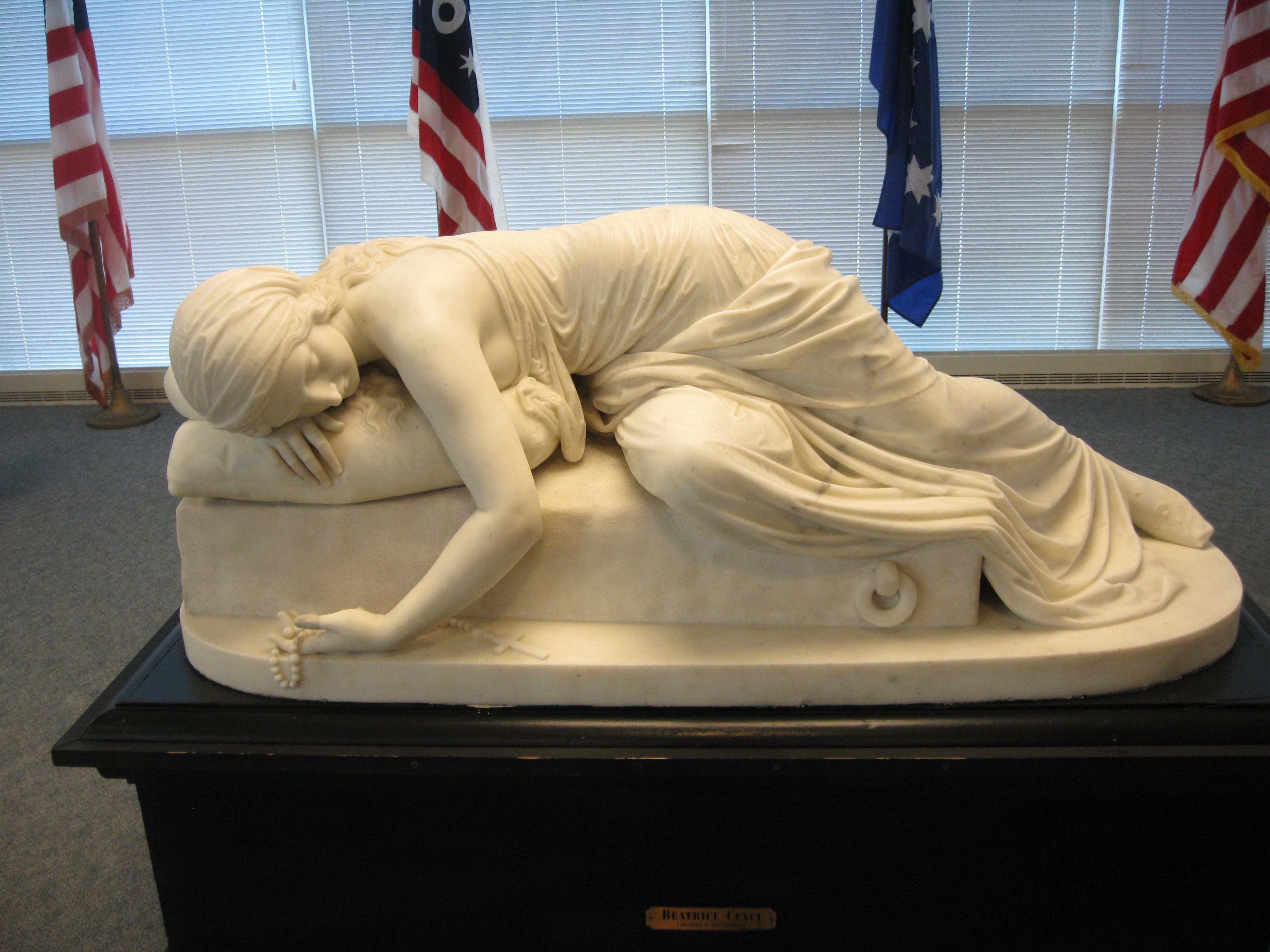
H. G. Hosmer: Beatrice Cenci

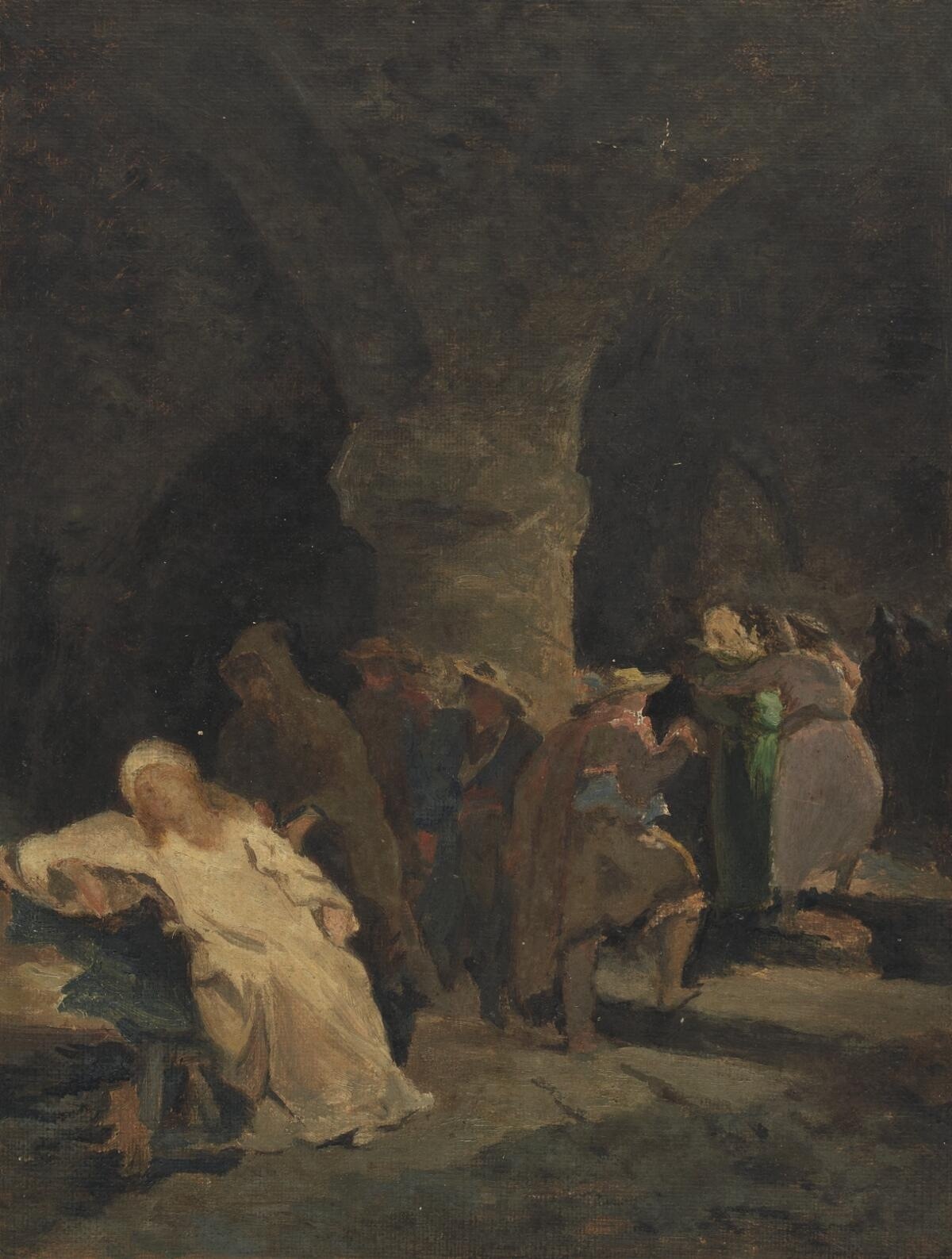
Beatrice Cenci após a tortura, de Sarah A. Doidge por volta de 1890

Beatrice Cenci foi tema de uma série de obras literárias e musicais:
- A peça de Philip Massinger, The Unnatural Combat (c.1619), contém ecos específicos do caso e antecede em duzentos anos o renascimento romântico de Beatrice
- Drama em versos de Percy Bysshe Shelley, The Cenci: A Tragedy in Five Acts (composto em Roma e em Villa Valsovano perto de Livorno, de maio a 5 de agosto de 1819, publicado na primavera de 1820 por C. & J. Ollier, Londres, 1819)
- "Les Cenci", um conto de Stendhal (1837)
- Béatrix Cenci, um drama em versos (1839), do poeta polonês Juliusz Słowacki
- Beatrice Cenci, um romance de Francesco Domenico Guerrazzi (1854)
- "Beatrice Cenci (em uma vitrine da cidade)", (1871) um poema de Sarah Piatt, poetisa americana
- Béatrix Cenci, de Astolphe de Custine
- Nêmesis, tragédia de Alfred Nobel
- Beatrice Cenci, uma peça de Alberto Moravia
- Beatriz Cenci, um drama em verso de Gonçalves Dias
- Beatrix Cenci, ópera de Alberto Ginastera, adaptação da peça de Shelley
- Beatrice Cenci, ópera de Berthold Goldschmidt, adaptação da peça de Shelley
- Les Cenci (1935), peça de Antonin Artaud, adaptação da peça de Shelley
- The Cenci, ensaio de Alexandre Dumas no Volume 1 de Celebrated Crimes (1840)
- Legende und Wahrheit der Beatrice Cenci (1926), conto de Stefan Zweig
- The Cenci (1951–52), uma ópera de Havergal Brian (resumido da peça de Shelley)
- The Cenci Family (2004), um drama radiofônico de Lizzie Hopley dirigido por Lu Kemp
- Beatrice Cenci (2006), drama musical de Alessandro Londei e Brunella Caronti
- Béatrice Cenci : Telle une fleur coupée, um romance de Jean Rocchi, editora Esmeralda (10 de maio de 2004)
- "Finis the Cenci" (1954), um poema de 17 versos de F. R. Scott em Events and Signals; também em seus Selected Poems (1966) e Collected Poems (1981)
- A Tale for Midnight (1955), um romance de Frederic Prokosch
- a ópera canadense Beatrice Chancy, escrita por George Elliott Clarke e James Rolfe (e inspirada na peça de Shelley), transplanta a história para a Nova Escócia do século XIX
- 11 settembre 1599, A Beatrice Cenci, uma peça em prosa poética de Sabrina Gatti (escritora italiana), em Il trono dei poveri  (2020)

Estátuas, pinturas e fotografia também fornecem numerosos retratos e homenagens a Beatice Cenci: O pintor italiano Caravaggio testemunhou a execução pública de Beatrice e pode ter usado isso como inspiração para a cena de decapitação em sua pintura Judith Beheading Holofernes.
Uma estátua da escultora americana Harriet Goodhue Hosmer intitulada Beatrice Cenci (1857) está em exibição na Galeria de Arte de Nova Gales do Sul, Austrália, como parte de sua coleção permanente.

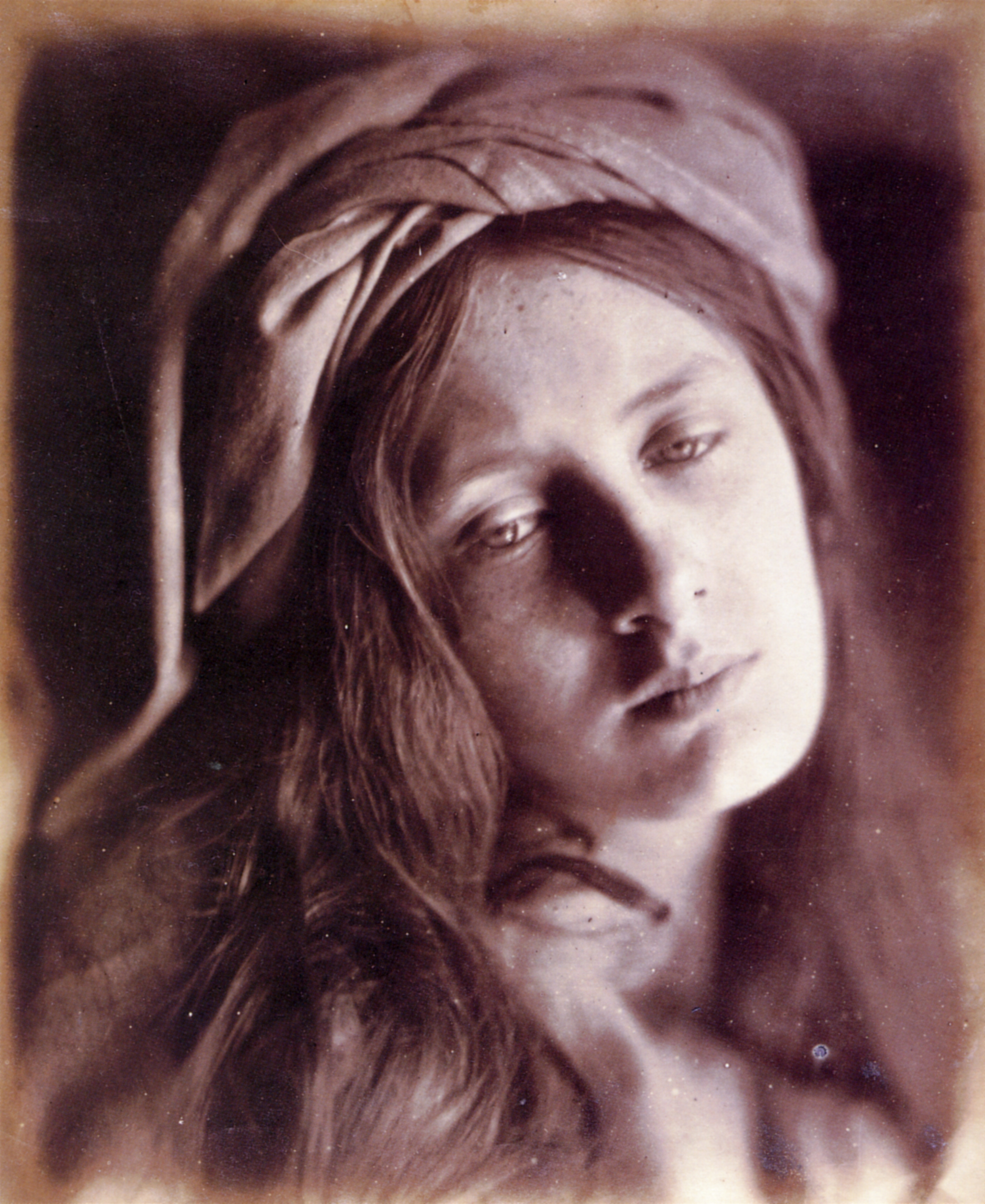
"Beatrice Cenci" (1866), um estudo para uma série fotográfica dedicada a Cenci por Julia Margaret Cameron

A antiga fotógrafa Julia Margaret Cameron posou sua modelo, May Prinsep, como Beatrice em um retrato de impressão de albumina de 1866 entre uma série que ela dedicou a Beatrice Cenci.
A pintura de Beatrice Cenci pelo barroco pintor Guido Reni (1575-1642) e a lenda em torno Beatrice figura proeminente na The Marble Faun de Nathaniel Hawthorne (1860). As duas principais personagens femininas do livro, Hilda e Miriam, debatem a natureza e a extensão da culpa de Beatrice. Hilda acredita que o ato de Beatrice foi um "crime inexpiável", mas Miriam acredita que "não foi nenhum pecado, mas a melhor virtude possível nas circunstâncias". Hawthorne traça muitas semelhanças entre Miriam e Beatrice, e o leitor deve decidir se Miriam é uma vingadora ou uma culpada.
No conto de Letitia Elizabeth Landon, "A Noiva de Lindorf" (1836), a personagem principal tem uma ligação emocional com a pintura de Beatrice Cenci.
A pintura de Reni e a história de Beatrice figuram no enredo do romance Last Will (2006), de Liza Marklund. A pintura também figura no livro 26 do romance Pierre; or, The Ambiguities (1852), de Herman Melville.
Os filmes também foram inspirados na vida de Beatrice Cenci:
No filme de David Lynch, Mulholland Dr. (2001), a pintura de Reni é mostrada pendurada no apartamento de Ruth Elms em Hollywood como uma referência a Cenci.
O filme italiano Beatrice Cenci, directed by Lucio Fulci, de 1969, dirigido por Lucio Fulci, acompanha de perto os acontecimentos históricos de sua vida. Fulci afirmou que era uma de suas obras favoritas, embora fosse mais conhecido por seus horríveis filmes de terror. Também foi distribuído sob o título The Conspiracy of Torture.
O personagem interpretado por Mia Farrow no filme Secret Ceremony se chama Cenci, em referência à lenda de Beatrice.